# Agelenopsis potteri
Agelenopsis potteri es una especie de araña del género Agelenopsis, familia Agelenidae. Fue descrita científicamente por Blackwall en 1846.
Se distribuye por Canadá, Estados Unidos, Ucrania, Rusia y Kirguistán. La especie se mantiene activa durante todos los meses del año excepto en diciembre.